# کرزیمیر کوواچویچ
کرزیمیر کوواچویچ (انگلیسی: Krešimir Kovačević؛ زادهٔ ۷ سپتامبر ۱۹۹۴) بازیکن فوتبال اهل آلمان است.
از باشگاه‌هایی که در آن بازی کرده‌است می‌توان به باشگاه فوتبال هارتبرگ اشاره کرد.